# Coastal Union FC
Coastal Union Football Club w skrócie Coastal Union FC – tanzański klub piłkarski grający w tanzańskiej pierwszej lidze, mający siedzibę w mieście Tanga.

## Sukcesy
- Puchar Tanzanii[1]:
  - zwycięstwo (1):  1980, 1988

## Występy w afrykańskich pucharach
| Sezon | Rozgrywki                 | Runda | Kraj     | Klub            | Dom | Wyjazd | Dwumecz |
| ----- | ------------------------- | ----- | -------- | --------------- | --- | ------ | ------- |
| 1981  | Puchar Zdobywców Pucharów | 1     | Kenia    | Gor Mahia       | –   | –      | –       |
| 1989  | Puchar Zdobywców Pucharów | 1     | Mozambik | CD Costa do Sol | 2–3 | 0–2    | 2–5     |

## Stadion
Domowe mecze klub rozgrywa na stadionie o nazwie Mkwakwani Stadium w Tandze. Stadion może pomieścić 10000 widzów.

## Reprezentanci kraju grający w klubie od 2010 roku
Stan na styczeń 2023.
| - Abdi Banda - Mohamed Banka - Francis Busungu - Mwaita Gereza - Atupele Green - Athuman Iddi - Juma Jabu - Nsa Mahenya Job - Shaaban Hassan Kado - Pius Kisambale - Ayoub Lyanga - Daniel Lyanga - Joseph Mahundi - Rashid Mandawa - Hance Masoud - Abdallah Mfuko - Abdulhalim Homoud Mohammed - Haruna Moshi - Castory Mumbala - Uhuru Selemani Mwambungu | - Bakari Mwamnyeto - Farouk Ramadhan Mzee - Juma Saidi Nyoso - Yassin Mustapha Salumu - Ali Ahmed Shiboli - Abdul Sopu - Saidi Swedi - Francis Moustapha - Justin Ndikumana - Emery Nimubona - Ramadhani Wasso - Edwin Mukenya - Bernard Mwalala - Rama Salim - Jerry Santo - Adeyum Saleh Ahmed - Ismail Khamis Amour - Sabri Ali Makame - Suleiman Selembe - Othman Omam Tamim |